# Petit groupe
 (juillet 2011).
Si vous disposez d'ouvrages ou d'articles de référence ou si vous connaissez des sites web de qualité traitant du thème abordé ici, merci de compléter l'article en donnant les références utiles à sa vérifiabilité et en les liant à la section « Notes et références ».
 (mars 2012).
- Si vous ne connaissez pas le sujet, laissez ce bandeau (vous pouvez alors contacter les auteurs).
- Si vous supprimez le contenu mis en cause (vous pouvez préalablement contacter les auteurs),

argumentez précisément cette suppression dans la page de discussion
(un manque de référence n'est pas un argument ; une recherche réelle de référence doit avoir été effectuée, être formellement documentée).
En relativité, on appelle petit groupe le sous-groupe des transformations de Lorentz {\displaystyle {\Lambda ^{\alpha }}_{\beta }} dont les éléments laissent invariant une quadri-impulsion {\displaystyle p^{\alpha }} donnée. Si {\displaystyle {W^{\alpha }}_{\beta }} est un membre de ce groupe, on a donc :
{\displaystyle p^{\alpha }={W^{\alpha }}_{\beta }p^{\beta }}

## Structure du petit groupe (cas particulier)
(Nous adoptons ici comme métrique lorentzienne {\displaystyle \eta _{\mu \nu }} de signature {\displaystyle (+,-,-,-)}, ainsi que le système d'unités « naturelles » où {\displaystyle \hbar =c=1})
Considérons, par exemple, une particule matérielle de quadri-impulsion {\displaystyle p^{\alpha }\neq 0}. Il existe alors un référentiel lorentzien dans lequel cette particule est au repos ; on peut donc y écrire : {\displaystyle p^{\alpha }={}^{t}(M,0,0,0)}.
Tout élément du petit groupe correspondant doit donc vérifier : {\displaystyle p^{\alpha }={W^{\alpha }}_{\beta }p^{\beta }}. Donc, en particulier : {\displaystyle p^{0}={W^{0}}_{0}p^{0}(+0+0+0)}, c'est-à-dire {\displaystyle {W^{0}}_{0}=1}.
Pour toutes les autres composantes {\displaystyle p^{i}=0}, nous avons : {\displaystyle p^{i}=0={W^{i}}_{\alpha }p^{\alpha }}, donc {\displaystyle {W^{i}}_{0}=0}.
Considérons maintenant, conformément à la méthode générale sur les groupes de Lie, une transformation du petit groupe {\displaystyle {W^{\alpha }}_{\beta }} arbitrairement proche de l'identité, de sorte que l'on puisse écrire, au premier ordre :
{\displaystyle {W^{\alpha }}_{\beta }={\delta ^{\alpha }}_{\beta }+{\omega ^{\alpha }}_{\beta }}
où {\displaystyle {\omega ^{\alpha }}_{\beta }} est une transformation infinitésimale. Puisque {\displaystyle {W^{\alpha }}_{\beta }} est une transformation de Lorentz, elle doit vérifier :
{\displaystyle \eta _{\nu \mu }={W^{\alpha }}_{\nu }{W^{\beta }}_{\mu }\eta _{\alpha \beta }}
Ceci donne, en remplaçant {\displaystyle {W^{\alpha }}_{\nu }} et {\displaystyle {W^{\beta }}_{\mu }} par leurs développements correspondants :
{\displaystyle \eta _{\nu \mu }=({\delta ^{\alpha }}_{\nu }+{\omega ^{\alpha }}_{\nu })({\delta ^{\beta }}_{\mu }+{\omega ^{\beta }}_{\mu })\eta _{\alpha \beta }=({\delta ^{\alpha }}_{\nu }{\delta ^{\beta }}_{\mu }+{\delta ^{\alpha }}_{\nu }{\omega ^{\beta }}_{\mu }+{\delta ^{\beta }}_{\mu }{\omega ^{\alpha }}_{\nu }+...)\eta _{\alpha \beta }}
{\displaystyle ={\delta ^{\alpha }}_{\nu }{\delta ^{\beta }}_{\mu }\eta _{\alpha \beta }+{\delta ^{\alpha }}_{\nu }{\omega ^{\beta }}_{\mu }\eta _{\alpha \beta }+{\delta ^{\beta }}_{\mu }{\omega ^{\alpha }}_{\nu }\eta _{\alpha \beta }=\eta _{\nu \mu }+{\delta ^{\alpha }}_{\nu }\omega _{\alpha \mu }+{\delta ^{\beta }}_{\mu }\omega _{\beta \nu }=\eta _{\nu \mu }+\omega _{\nu \mu }+\omega _{\mu \nu }}
D'où : {\displaystyle \omega _{\nu \mu }+\omega _{\mu \nu }=0}.
La matrice 4x4 {\displaystyle \omega _{\nu \mu }} est donc antisymétrique, et possède ainsi 6 composantes indépendantes. Avec la condition de nullité des trois composantes {\displaystyle {W^{i}}_{0}=0}, on se retrouve avec 3 composantes indépendantes seulement.
Les matrices infinitésimales {\displaystyle (\omega _{\nu \mu })^{i}} sont donc engendrées par trois matrices élémentaires de type {\displaystyle \left({\begin{array}{cc}0&0\\0&\epsilon _{ijk}\end{array}}\right)}. On reconnaît là les trois générateurs du groupe des rotations de R³, {\displaystyle SO(3)}.
Le petit groupe est donc ici le groupe {\displaystyle SO(3)}, un résultat intuitif attendu.

## Autres cas
La quadri-impulsion ne peut prendre que deux autres valeurs physiques :
1. Dans le cas d'une "particule de masse nulle au repos" {\displaystyle p^{\alpha }=0}, le petit groupe est évidemment le groupe de Lorentz homogène {\displaystyle SO(3,1)} ;
2. Dans le cas d'une particule de masse nulle se déplaçant à la vitesse de la lumière {\displaystyle {\frac {dx}{dt}}=1,p^{\alpha }={}^{t}(1,1,0,0)}, le petit groupe est le groupe {\displaystyle ISO(2)} des rotations et translations du plan euclidien.